# Zschorlau
Zschorlau est une commune de Saxe (Allemagne), située dans l'arrondissement des Monts-Métallifères, dans le district de Chemnitz.

## Jumelage
- Dietenhofen (Allemagne)